# Саледінов Айдер Диляверович
Саледінов Айдер Диляверович (нар. 21 липня 1987 р.) - кримськотатарський політв’язень. Засуджений російською владою за причетність до діяльності «Хізб ут-Тахрір».

## Життєпис
Народився 21 липня 1987 р. у смт Новоолексіївка Генічеського району Херсонської області. 
В 1994 р. Айдер пішов до школи. Він добре навчався у школі і брав участь у шкільних олімпіадах. 
В 2000 р. родина Айдера переїхала до с. Строгонівка Сімферопольського району. 
В 2004 р. Айдер Саледінов вступив до Таврійського національного університету імені В. І. Вернадського на економічний факультет. 
Айдер Саледінов працював будівельником. 
В 2016 р., незадовго до арешту, Айдер здійснив Хадж до Мекки. 

## Кримінальне переслідування російською окупаційною владою
12 жовтня 2016 р. російські силовики провели обшуки в будинках мусульман у селах Кам’янка і Строгонівка Сімферопольського району. О 5:50 ранку російські силовики вдерлися до будинка Айдера Саледінова, де проживала велика родина з 11 осіб. Силовики вели себе грубо і зухвало, вибили внутрішні двері та відмовили у виклику сусідів як понятих. Вони конфіскували телефони, жорсткий диск комп’ютера та кілька книг релігійної тематики. Слідчий також не надав родині копію протоколу обшуку. 
Айдера Саледінова та чотирьох інших мусульман (Еміль Джемаденов, Рустем Ісмаїлов, брати Теймур та Узеїр Абдуллаєви), яких затримали того ж дня, звинуватили у приналежності до партії “Хізб ут-Тахрір”. Саледінову висунули підозру за ч. 2 ст. 205.5 Кримінального кодексу Російської Федерації (“участь в діяльності терористичної організації)”. Київський районний “суд” Сімферополя обрав усім п’ятьом фігурантам Сімферопольскої групи “справи Хізб ут-Тахрір” запобіжний захід у вигляді тримання під вартою. 
У грудні 2016 р. Айдер Саледінов розповів слухачам у залі суду, що при доставці в будівлю ФСБ на нього одягли наручники, поклали на підлогу, одягли на голову мішок і били. 
У лютому 2017 р. Айдера Саледінова разом з Рустемом Ісмаїловим відправили до психіатричної лікарні для проходження примусової прихіатричної експертизи. Дружина Рустема Фатма розцінила ці дії як застосування “каральної медичини”.   
У грудні 2018 р. Саледінова та інших фігурантів Сімферопольскої групи “справи Хізб ут-Тахрір” етапували до СІЗО-5 у Ростові-на-Дону. 
У березні 2019 р. Айдера Саледінова помістили в спецблок ростовського СІЗО, не повідомляючи причини посилення режиму тримання під вартою. Адвокат Ліля Гемеджі вважає, що застосування такої практики в СІЗО дозволяє сформувати негативну характеристику про всіх, кого звинувачують за статею 205.5 Кримінального кодексу РФ. Пізніше, 3 квітня 2019 р. під час нетривалого побачення Айдер розповів своїй дружині Гузаль про сильні болі у попереку, болі під час руху, що турбують його, і про те, що він підозрює зміщення суглоба. Саледінов звернувся за медичною допомогою до медперсоналу СІЗО, але замість надання допомоги він був поміщений до карцеру. 
18 червня 2019 р. Північно-Кавказький окружний військовий суд у Ростові-на-Дону виніс вирок фігурантам Сімферопольської групи “справи Хізб ут-Тахрір”. Айдера Саледінова засудили до 12 років колонії суворого режиму. 24 грудня 2019 р. Верховний Суд РФ скоротив Саледінову термін ув’язнення на 6 місяців - до 11 років і 6 місяців. 
Наприкінці січня 2020 р. стало відомо, що Айдера Саледінова разом з  Емілєм Джемаденовим та Рустемом Ісмаїловим етапували з СІЗО в Ростові-на-Дону в Республіку Башкортостан, однак їхні адвокати та родичі не знали про точне місцезнаходження фігурантів. Російський обмудсмен Тетяна Москалькова довгий час відмовлялася повідомляти місцеперебування засуджених. Лише наприкінці березня 2020 р. адвокат Айзат Ішимгулов дізнався, що Айдера Саледінова спочатку перемістили до СІЗО Уфи, а 20 лютого 2020 р. його етапували до виправної колонії ІК-2 у місті Салават (Республіка Башкортостан). Інший адвокат Едем Семедляєв повідомив, що Айдер по прибуттю відразу ж отримав догану, оскільки не заправив належним чином ліжко, отримав 10 діб ШІЗО, після цього ще кілька разів отримував стягнення.      

## Родина
Айдер Саледінов одрудився в 2009 р. (дружина Газаль). Подружжя має трьох синів - Алі (2010 р.н.), Імран (2011 р.н.), Мухаммад (2014 р.н.), а також доньку Зейнаб (2015 р.н.). 